# Joseph Marius Jean Avy
Joseph Marius Jean Avy, dit Marius Avy, né le 21 septembre 1871 à Marseille (Bouches-du-Rhône) et mort le 29 décembre 1939 à Paris, est un artiste peintre de genre, paysages, décoration murales, pastelliste, illustrateur.

## Biographie

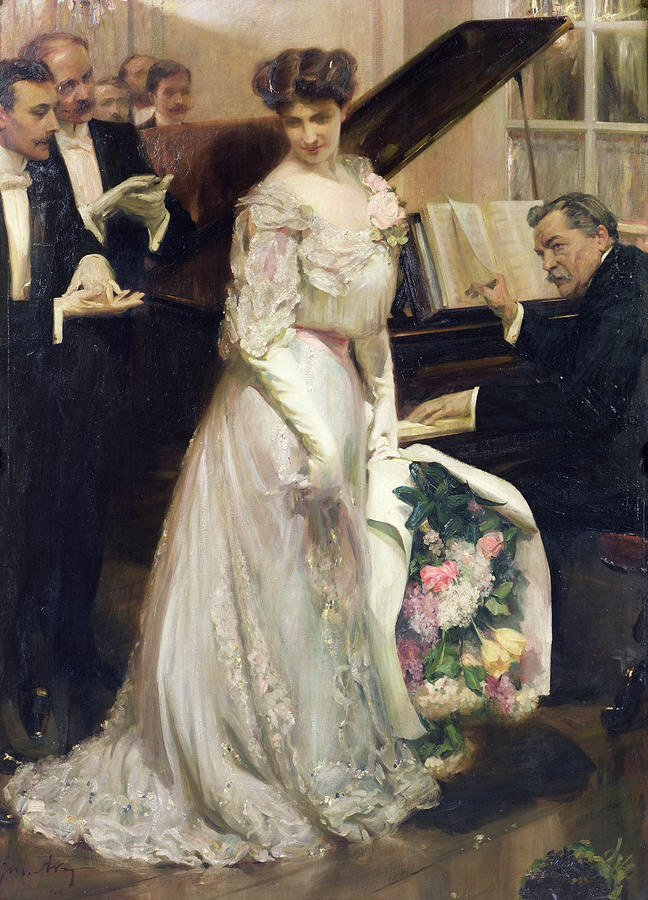
Fêtée, 1906, Palais des beaux-arts de Lille

Élève de Maignan et de Bonnat, il expose au Salon des artistes français à Paris de 1900 à 1939, et au Salon de la nationale des beaux-arts de 1934 à 1939. Prix Marie-Bashkirtseff en 1900, médaille de deuxième classe en 1903, diplôme d'honneur en 1937, chevalier de la Légion d'honneur, et croix de guerre.
Il avait épousé, en 1909, Germaine, la fille d'Albert Besnard. Henry Lerolle figurait parmi les témoins.
Il assistera son beau-père dans la mise en place des toiles décorant la coupole du Petit Palais. Besnard le représente en uniforme dans un pastel de 1916.
Il peint souvent des paysages d'Italie. Certaines de ses compositions, comme le Bal blanc, peuvent être enlevées avec dynamisme, peintes dans des harmonies de couleurs très contrastées. Parmi ses décors, citons la salle des mariages de l'Hôtel de ville de Rotterdam, et pour ces tableaux voir le RKD.
Il épouse en secondes noces le 12 mai 1939 Clotilde Prégniard. Il décède à son domicile rue Boissonade le 29 décembre 1939.
Il a été promu au rang de commandeur de la Légion d'honneur.

## Liste des œuvres
- Joseph-Marius Avy, Uranie, 1928, Boulogne-Billancourt, musée des Années Trente
- Joseph-Marius Avy, Bal Blanc, 1903, Paris, Petit PalaisÉtude pour la figure de l’Amour dans L’Amour donnant les chapelets de fleurs aux couples dans un parc. Huile sur toile, 242,5 x 480 cm. Rotterdam, Hôtel de Ville, Salle des mariages

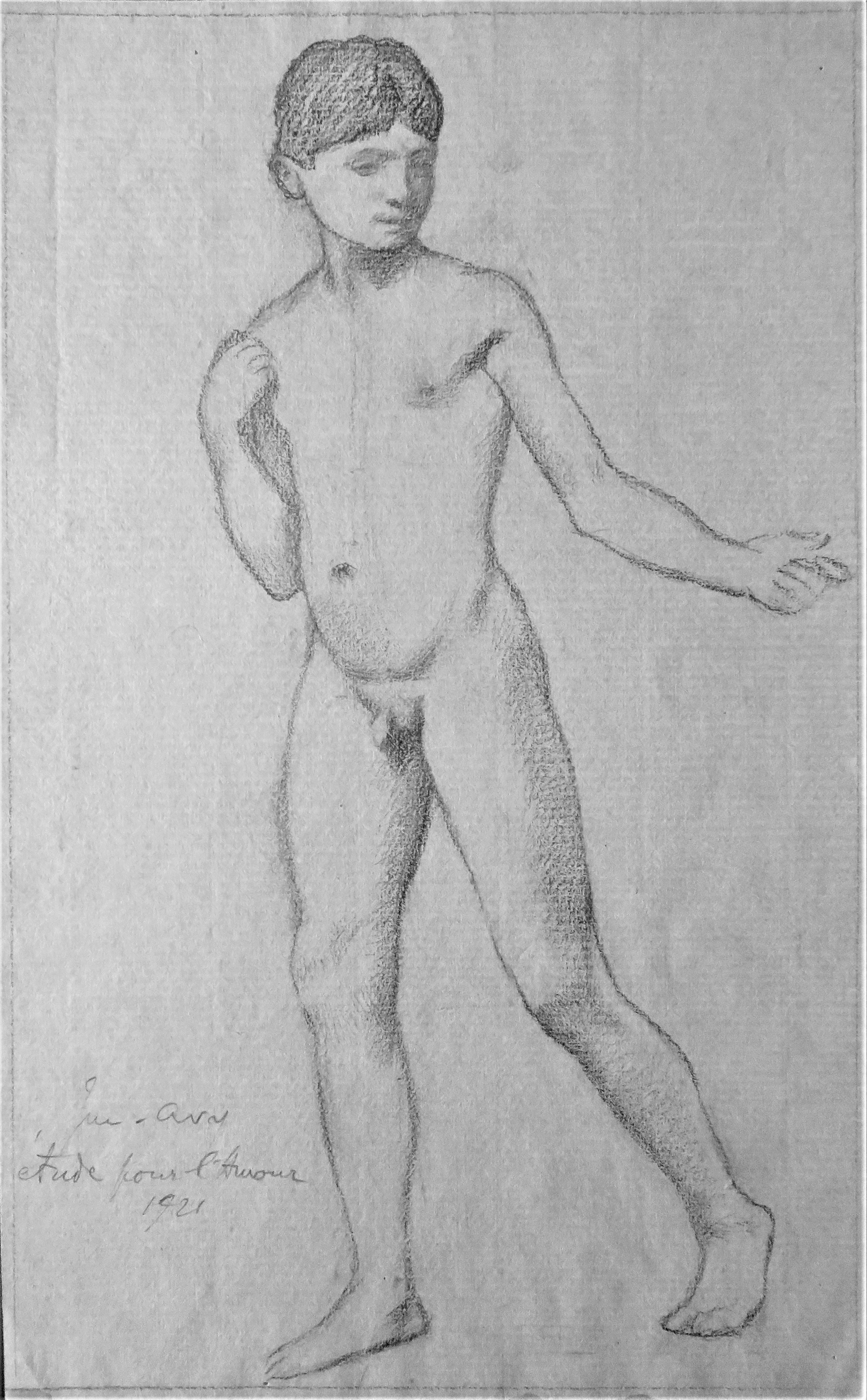
Étude pour la figure de l’Amour dans L’Amour donnant les chapelets de fleurs aux couples dans un parc. Huile sur toile, 242,5 x 480 cm. Rotterdam, Hôtel de Ville, Salle des mariages